# Arletty, une passion coupable
Pour plus de détails, voir Fiche technique et Distribution.
Arletty, une passion coupable est un téléfilm biographique français coécrit et réalisé par Arnaud Sélignac, diffusé en 2015.

## Synopsis
Ce téléfilm raconte l'histoire d'amour entre l'actrice française Arletty et l'officier allemand Hans Jürgen Soehring, durant l'Occupation. L'actrice est alors au sommet de sa popularité et tourne le film Les Enfants du paradis. En 1946, le comité d'épuration inflige à Arletty un blâme, ainsi qu'une interdiction de travailler pendant trois ans. Cette histoire passionnelle sera lourde de conséquences pour sa carrière et son image auprès du grand public.

## Fiche technique
- Titre original : Arletty, une passion coupable
- Réalisation : Arnaud Sélignac
- Scénario : Philippe Pouchain, Yves Riou, Jean-Luc Seigle et Arnaud Sélignac
- Décors : Thierry Rouxel
- Photographie : Éric Guichard
- Son : Ludovic Maucuit
- Musique : Fabrice Aboulker
- Production : Sylvette Frydman et Jean-François Lepetit
- Sociétés de production : Flach Film Production ; Lady/Boys Films (coproduction)
- Société de distribution : France Télévisions
- Format : couleur
- Pays d'origine : France
- Langue originale : français
- Genre : biographique
- Durée : 90 minutes
- Date de diffusion : 4 mars 2015 sur France 2

## Distribution
- Laetitia Casta : Léonie Bathiat, dite Arletty
- Ken Duken : Hans Jürgen Soehring
- Marie-Josée Croze : Antoinette d'Harcourt
- Joséphine Draï : Marie
- Marc Citti : Jacques Prévert
- Natalia Dontcheva : Josée de Chambrun
- Marc Arnaud : Pierre Brasseur
- Dominique Bastien : Marcel Carné
- Xavier Lafitte : Jean-Louis Barrault
- Franck Victor : Marco
- Roland Menou : Franck
- Daniel Isoppo : Pierre Laval
- Vincent Nemeth : Hermann Göring
- Lévanah Solomon : Zouzou
- Philippe Vieux : Le médecin
- Maxime Lecluyse : l'épurateur
- Katharina Kowalewski (de) : Anna Soehring, la femme de Hans
- David Van Severen : le maître d'hôtel
- Victor Finateu : le fils de Baptiste
- Amélie Melkonian : la gestapiste
- Gabrielle Atger : la secrétaire de Hans
- Juliette Mézergues : la couturière
- Fabrice Herbaut : un geôlier

Avec la participation amicale de
- Michel Fau : Sacha Guitry
- Mathieu Carrière : Général Rudolf Schleier (de)
- Jean-Philippe Écoffey : Jalon

## Réception critique
La critique se montre partagée à la diffusion de ce téléfilm. Dans Télérama, deux journalistes s'affrontent, Samuel Douhaire défendant le téléfilm et François Ekchajzer écrivant contre. Pour Samuel Douhaire, « le mannequin devenue actrice (Laëtitia Casta) réussit une composition étonnante, et constamment crédible. Elle a eu l'intelligence de ne pas chercher à imiter Arletty à tout prix, pour mieux incarner, avec une grande sensibilité, les tourments d'une femme libre et indépendante soudain aveuglée par la passion. Son interprétation donne une belle intensité romanesque à ce mélodrame soigné ».
Pour François Ekchajzer, au contraire, l'histoire est « réduite à une série d'étreintes et de situations comme échappées d'un roman à deux sous, l'histoire d'amour franco-allemande ne pèse rien face à l'Histoire qui se joua autour d'eux. Incapable de problématiser le caractère « coupable » de leur amour, Arnaud Sélignac sabote évidemment la scène dans laquelle Arletty comparaît devant la Résistance ».
Emmanuelle Touraine, dans Télé 7 jours est plutôt positive. Pour elle, Laëtitia Casta « s'empare du mythe tout en subtilité et en émotion, prouvant, si certains en doutaient encore, qu'elle est une comédienne de talent. Un film qui lève le voile sur un pan controversé de la vie d'Arletty et révèle qu'elle n'était autre qu'une femme libre et passionnée ».

## Distinctions

### Récompenses
- Festival des créations télévisuelles de Luchon 2015 : Meilleur unitaire, Prix attribué par les journalistes présents au Festival